# Лаптев, Константин Яковлевич
Константин Яковлевич Лаптев (2 мая 1921 — 22 июля 2001) — Герой Советского Союза, наводчик пулемёта 691-го стрелкового полка (383-я стрелковая дивизия, 56-я армия, Северо-Кавказский фронт), старшина.

## Биография
Родился 2 мая 1921 года в селе Галицино ныне Кочубеевского района Ставропольского края в семье крестьянина. Окончил семилетнюю школу и фабрично-заводское училище. Работал помощником капитана судна Ейского торгового порта.
В Красной Армии с июня 1941 года. В боях Великой Отечественной войны с декабря 1941 года. Наводчик пулемёта 691-го стрелкового полка (383-я стрелковая дивизия, 56-я армия, Северо-Кавказский фронт) старшина Лаптев отличился в боях за расширение керченского плацдарма.
В ночь на 3 ноября 1943 года советские войска переправились через Керченский пролив, высадились и овладели высотами 82.5, 104.3, курганом Царёв и высотой Безымянной у села Колонка (ныне в черте города Керчь, Автономная Республика Крым).
Противник, пользуясь темнотой, тоже решил высадить десант и отрезать советским войскам путь к переправе. Правый фланг наших подразделений прикрывал пулемётный расчёт старшины Лаптева. Пулемётчики заметили вражеские катера и открыли по ним прицельный огонь, чем воспрепятствовал высадке вражеского десанта. Когда противник предпринял наземную атаку, Лаптев выдвинулся на передовую позицию. Был ранен, но продолжал вести огонь. После часового боя фашисты, оставив несколько десятков человек убитыми, вынуждены были отступить.
Через несколько дней в боях за посёлок Катерлез, отражая контратаки врага, старшина Лаптев уничтожил более 150 солдат и офицеров противника и подавил 12 огневых точек.
Указом Президиума Верховного Совета СССР от 16 мая 1944 года за мужество, отвагу и героизм, проявленные в борьбе с немецко-фашистскими захватчиками, старшине Лаптеву Константину Яковлевичу присвоено звание Героя Советского Союза с вручением ордена Ленина и медали «Золотая Звезда» (№ 3707).
В 1944 году К. Я. Лаптев окончил курсы младших лейтенантов, в 1946 году — Орджоникидзевское военное пехотное училище. В 1946 году уволен в запас и вступил в ряды КПСС. В 1949 году окончил Ставропольскую краевую партийную школу, в 1951 году — институт. Работал в Ставропольском краевом комитете КПСС.
Скончался в Ставрополе 22 июля 2001 года.

## Награды
- Орден Ленина (1944),
- Орден Красного Знамени (1943),
- Орден Отечественной войны I степени,
- Орден «Знак Почёта»;
- Медаль «За оборону Севастополя» (1942),
- Медаль «За оборону Кавказа» (1944)[1].

## Память
В Ставрополе на доме, где жил К. Я. Лаптев, была установлена мемориальная доска.
Стал прототипом главного героя романа С. П. Бабаевского «Кавалер Золотой Звезды».